# آلاء للإنتاج الفني

الشعار الأصلي للشركة

تأسست مؤسسة آلاء للإنتاج الفني والتوزيع للرسوم المتحركة في يونيو عام 1992 بيد أسامة أحمد خليفة، موقعها في جدة المملكة العربية السعودية. انتج الاستاذ أسامة أحمد خليفة فيلم جزيرة النور في عام 1988 وحين لاق الفلم نجاحا في المجتمع العربي الإسلامي تم تاسيس مؤسسة الآء وانتاج فلمها الأول محمد الفاتح ومن ثم 14 فلما. ثم ارتاى السيد أسامة أحمد خليفة طرح اسم جديد يتناسب مع معطيات المرحلة القادمة والانتشار العالمي الذي تنشده المؤسسة منذ تأسيسها، فتم إنشاء مؤسسة اوكي تونز OK Toons ، وهي مؤسسة سعودية بموجب تصريح وزارة الإعلام رقم 36946 وتاريخ 16/04/1428 هـ، وتعتبر امتداد إداري ومالي لمؤسسة آلاء للإنتاج الفني والتوزيع.

## مالك المؤسسة
أسامة أحمد خليفة ، رجل أعمال سعودي، ولد في المدينة المنورة سنة 1376 هـ، تلقى تعليمه الاساسي في المدينة المنورة، ثم أكمل دراسته الجامعية في جامعة الملك عبدالعزيز بجدة – كلية العلوم، وتلقى عدة دورات مالية وادارية في الولايات المتحدة وكندا والسعودية، وبدأ حياته العملية في عدة وظائف حكومية إلى عام 1992، ليتفرغ بعدها لتحقيق حلمه بانشاء مؤسسة خاصة لانتاج أفلام الكارتون، تكون قادرة على منافسة الإنتاج الخارجي، وتقدم مادة لائقة بالطفل المسلم وتجذبه بتحقيق عنصر الاثارة والتشويق.

## الأهداف
تمثل العناصر التالية أهم الأهداف التي سعى اليها السيد أسامة أحمد خليفة في تحقيقها في منتجاته:
1. غرس المعاني الإيمانية وتنميتها في نفوس الأطفال وتعويدهم عليها.
2. تزويد الأطفال بالقيم الفاضلة والأخلاق الحميدة وترسيخها فيهم، وتنفيرهم من الرذيلة والأخلاق الهابطة.
3. تقديم المعلومات الثقافية للأطفال، وذلك بعرض الحضارة الإسلامية أصالة ثم حضارات الشعوب الأخرى، من خلال أفلام هادفة ذات صبغة إسلامية أصيلة.
4. تعريف الطفل المسلم بمجتمعه الإسلامي ومقومات هذا المجتمع، وأهدافه، ومؤسساته، وقيمه العليا، وصفاته الاجتماعية.
5. تقوية شخصية الطفل من حيث الثقة بالنفس، واعتداده بأمته ووطنه، من خلال تقديم أعمال فنية تحكي البطولات والمواقف الإسلامية المتميزة، وتعرفه بالحضارة الإسلامية، وكيف كانت نواة الحضارة الأوروبية الحديثة، وضرورة استعادة المركز المتألق لهذه الأمة بين سائر الأمم.
6. تنمية القدرات العقلية للطفل، بتقديم ما يؤدي إلى سعة الخيال والتذكر، وقوة التركيز، والانتباه والفهم وحسن التحليل والانتقاد والاستنتاج

## الأفلام

### الأفلام التاريخية
- فيلم محمد الفاتح (فيلم): "عربي + إنجليزي "

تاريخ الإنتاج: 1995م
- فيلم رحلة الخلود (فلم): "عربي + إنجليزي"

تاريخ الإنتاج: 1996م
- فيلم أسد عين جالوت: "عربي + إنجليزي"

تاريخ الإنتاج: 1998م
- فتح الأندلس – طارق بن زياد (فيلم)

تاريخ الإنتاج: 1999م

### الأفلام الهادفة والمسلية
- مسلسل الأشبال (ثلاثة أجزاء) "عربي + إنجليزي"

تاريخ الإنتاج: 1995م
- فيلم القراصنة وكنز الذهب

تاريخ الإنتاج: 1998م
- فيلم مسرور في جزيرة اللؤلؤ

تاريخ الإنتاج: 1998م
- فيلم علي بابا والأربعين لصا

تاريخ الإنتاج: 1996م
- مسلسل حكايات العم حكيم (ثلاثة أجزاء)

تاريخ الإنتاج: 1999م
- فيلم شهيد العالم: "عربي + إنجليزي"

تاريخ الإنتاج: 2003م
- حلم الزيتون

تاريخ الإنتاج: 2008م